# Wolfgang Erich Müller
Wolfgang Erich Müller (* 16. Januar 1947 in Nordenham) ist ein deutscher evangelischer Theologe.

## Leben
Nach der Promotion 1975 zum Dr. theol. in Marburg und der Habilitation an der Universität Oldenburg 1982 lehrte er ab 1987 als Privatdozent und ab 2000 als Professor für Systematische Theologie an der Universität Hamburg.

## Schriften (Auswahl)
- Kunst als Darstellung des Unbedingten. Theologische Reflexionen zur Ästhetik (= Europäische Hochschulschriften. Reihe 23. Theologie Band 62). Lang, Bern/Frankfurt am Main/München 2002, ISBN 3-261-01899-2 (zugleich Dissertation, Marburg 1975).
- Johann Friedrich Wilhelm Jerusalem. Eine Untersuchung zur Theologie der „Betrachtungen über die vornehmsten Wahrheiten der Religion“ (= Theologische Bibliothek Töpelmann Band 43). De Gruyter, Berlin/New York 1984, ISBN 3-11-009680-3 (zugleich Habilitationsschrift, Oldenburg 1982).
- Der Begriff der Verantwortung bei Hans Jonas (= Athenäums Monografien. Theologie Band 1). Athenäum, Frankfurt am Main 1988, ISBN 3-610-09114-2.
- Albert Schweitzers Kulturphilosophie im Horizont säkularer Ethik (= Theologische Bibliothek Töpelmann Band 59). De Gruyter, Berlin/New York 1993, ISBN 3-11-013966-9.